# 守成クラブ
守成クラブ（しゅせいクラブ）は、異業種交流会を開催している組織である。[仕事バンバンプラザ（集会）]を全国各地で月に1回例会を開催している。
しかし、一部の会場では、運営の不透明さや会員の排除などの問題が指摘されている。
インターネット上の告発記事では、とくに守成クラブみえ津会場などにおいて、「会員がルールを無視して排除された」「代表や副代表の独断による運営が行われている」といった報告が複数存在する。